# Lenio Kaklea
Lenio Kaklea est une danseuse, chorégraphe, metteuse en scène et artiste née à Athènes, en Grèce. Elle vit et travaille à Paris. Son travail se caractérise par une technique chorégraphique précise, associée aux codes formels des arts plastiques héritiers des avant-gardes.

## Biographie

### Jeunesse et formation
Lenio Kaklea a étudié au Conservatoire National de Danse Contemporaine d’Athènes (SSCD),, où elle se forme au ballet classique et aux techniques et répertoires modernes américains de chorégraphes tels que Martha Graham, Merce Cunningham et Jose Limon.

### Début de carrière
En 2005, elle reçoit le Prix de la Fondation Pratsika et s’installe en France, où elle étudie au Centre national de danse contemporaine (CNDC) d’Angers sous la direction d'Emmanuelle Huynh. Elle découvre et danse des répertoires de Trisha Brown, Yvonne Reiner, Vaslav Nijinsky et Ko Murobushi.
Elle a par la suite collaboré avec des artistes de la scène européenne tels.lles que, Alexandra Bachzetsis, Claudia Triozzi, François Chaignaud et Cecilia Bengolea, Emmanuelle Huynh, Fanny De Chaillé,Boris Charmatz, Héla Fattoumi et Eric Lamoureux.
En 2011, elle intègre le programme SPEAP, le master arts et politique dirigé par Bruno Latour à Sciences Po Paris.

### Langage chorégraphique

Chemical Joy, spectacle pour cinq interprètes, Carreau du Temple, 2024

Chemical Joy, spectacle pour cinq interprètes, Carreau du Temple, 2024

Depuis 2009, Lenio Kaklea utilise différents médiums : la chorégraphie, la performance, le texte et la vidéo. Sa pratique artistique s’inspire du féminisme et de la pensée post coloniale. Dans son travail, elle explore la production de la subjectivité par la répétition et la transmission organisée des mouvements. Elle révèle ainsi les espaces intimes dans lesquels nous construisons notre identité. Ses pièces présentent souvent un ordre formel et une grande précision chorégraphique. Cette technicité est mise au service d'un empowerment des corps jusqu'alors marginalisés. Le trouble, le désir, et la sexualité affleurent régulièrement son écriture du mouvement ; montrant par là que l'inconscient façonne, à bas bruit, notre rapport au monde, et nos structures sociales.

Son travail a été présenté par différentes institutions et festivals à travers l’Europe et les États Unis, tels que, le Festival d’automne, le Festival Crossing the Line/FIAF, ImPulsTanz Festival (à Vienne, en Autriche), le Festival d'Athènes et d’Épidaure, la Documenta 14-Programmes publics, la Triennale de Milan, le NEXT Festival, L’Opéra Nationale de Grèce, SERPENTINE, Sadlers Wells, Kunstenfestivaldesarts, Passerelle Art center, PACT Zollverein, la Fondation Onassis, le Centre national et de culture Georges Pompidou, Lafayette Anticipations, la Bourse de Commerce-Collection Pinault, Palazzo Grassi-Collection Pinault, Fondation Pernod Ricard, CN D Pantin, Laboratoires d’Aubervilliers, à la Ménagerie de Verre , et dans  Les Presses du réel. Ses performances ont rejoint des collections publiques et privés, comme le CNAP-Centre National des Arts Plastiques et la fondation KADIST.

### Encyclopédie pratique
Un volet important de son travail est le projet Encyclopédie pratique. Initié dès 2016 à l’occasion de sa résidence aux Laboratoires d’Aubervilliers, l’artiste parcourt les rues et les sentiers de différents territoires périphériques européens (d’Aubervilliers à Athènes), pour rassembler près de 600 histoires uniques qui témoignent de la familiarité et de la diversité des habitudes, des rituels et des métiers qui composent et distinguent ces terrains. Par des méthodes anthropologiques adaptées, l’artiste collecte ces pratiques et propose leur continuation à travers différentes formes artistiques; un solo de danse, un quatuor de danse, un récit autobiographique dansé pour scène, deux publications et deux installations vidéo.

Sonates et interludes, duo avec le pianiste Orlando Bass sur la musique éponyme de John Cage, Bourse du Commerce - Pinault Collection, 2021

### Œuvre

Sonates et interludes, duo avec le pianiste Orlando Bass sur la musique éponyme de John Cage, Bourse du Commerce Pinault Collection, 2021

En 2019, elle reçoit le Prix de la Danse de la Fondation Hermès Italie et de la Triennale de Milan et crée le solo autobiographique Ballad. En 2020, son travail rejoint la collection de la Fondation KADIST.
En 2021, elle chorégraphie Age of Crime, une pièce pour neuf danseur·euse·s, dans le cadre du bicentenaire de la guerre d’indépendance grecque au Festival d'Athènes et d'Épidaure.
La même année, accompagnée sur scène du pianiste Orlando Bass, elle chorégraphie l’œuvre emblématique pour piano préparé de John Cage, Sonates et interludes, qu’elle présente à la Bourse du Commerce Pinault Collection et au Palazzo Grassi.
Dès 2022, elle entame un nouveau cycle de réflexion eco-critique qui donne lieu à une première pièce, Αγρίμι (Fauve),,,,sur la géographie de la forêt. Co-produit par la SERPENTINE Gallery, elle est montrée au studio Lilian Baylis du Sadler's Wells Theatre de Londres. Sa nouvelle pièce Les oiseaux, prend pour point de départ le Printemps silencieux, l’un des premiers manifestes écologiques écrit en 1962, et racontant la disparition du chants des oiseaux qui accompagnent le changement des saisons.
En 2024, elle est laureate du 25e Prix de la Fondation Pernod Ricard, où elle présente son film An Alphabet for The Camera. La même année, elle crée Chemical Joy, un spectacle sur la culture jeune, pour 5 interprètes de l’ensemble Bodhi Project, compagnie de danse contemporaine fondée par Susan Quinn, ex-membre de la compagnie Merce Cunningham.

Perrformance à la Punta della Dogana, avec les création de Matthieu Blazy, 2022

### Collaboration avec d'autres artistes
Parallèlement à son travail chorégraphique personnel, elle s’engage dans des collaborations avec d’autres artistes. En 2013, elle poursuit une collaboration avec la chorégraphe américaine Lucinda Childs, qui lui dédie un solo sur la musique de Ryoji Ikeda.

En 2016, elle est commissaire invitée à la Scène Nationale de Brest (Le Quartz) et présente Iris, Alexandra, Mariela, Katerina et moi, une programmation autour des chorégraphes femmes travaillant à Athènes.

Campagne Bottega Veneta "Craft is our Language" by Lenio Kaklea, 2025

En 2017, elle accompagne la chorégraphie de Suite No 3, un concert scénique de Joris Lacoste et Pierre-Yves Macé et est invitée à participer à Phenomenon 2, une Biennale sur l'île grecque d'Anafi, organisée par Iordanis Kerenidis et Piergiorgio Pepe.
En 2022, elle collabore avec la maison de haute couture Bottega Veneta et crée une performance à la Punta della Doganaavec les créations de Matthieu Blazy.
En 2025, Lenio Kaklea a chorégraphié « Craft is our Language », une nouvelle campagne de Bottega Veneta marquant le 50e anniversaire de l'Intrecciato, le cuir emblématique de la maison. Photographiée par Jack Davison, la campagne met en scène des artistes emblématiques du cinéma, de la musique, de la littérature et du sport, tels que Julianne Moore, Dario Argento, Vicky Krieps, Troy Kotsur, Taylor The Creator, Lorenzo Viotti, Zadie Smith et Lorenzo Musetti, et célèbre l'artisanat de Bottega Veneta, ainsi que la beauté des gestes.

## Spectacles

Αγρίμι (Fauve), spectacle pour trois interprètes, 2023

- Αγρίμι (Fauve), spectacle pour trois interprètes, 2023Matter of Act, projet in situ pour un groupe de participant.e.s, 2009-2010
- Fluctuat nec Mergitur, projet in situ pour un large groupe de participant.e.s, 2010
- Arranged by Date, solo, 2012 Deux l, solo en collaboration avec Lucinda Childs, 2013
- Margin Release, duo, 2015
- A Hand’s Turn, solo pour deux spectateurs•rices, 2017
- Analphabète, une pièce située, 2017
- Encyclopédie pratique, projet multidisciplinaire, 2016-2020
- Ballad, récit autobiographique dansé pour scène, troisième chapitre d’Encyclopédie pratique, 2016-2020
- Détours, quartet, quatrième chapitre d’Encyclopédie pratique, 2019Αγρίμι (Fauve), stage work for three dancers, 2023

Αγρίμι (Fauve), stage work for three dancers, 2023

- Age of Crime, spectacle pour neuf interprètes, 2021
- Blue tits, duo pour le ballet de l’Opéra d’Athènes, 2021
- Sonates et interludes, duo avec le pianiste Orlando Bass sur la musique éponyme de John Cage, 2021
- Analphabètes, trio situé, 2022
- Αγρίμι (Fauve), spectacle pour trois interprètes, 2023
- Untitled (Figures), performance solo pour espaces alternatifs, 2024
- Chemical Joy, spectacle pour cinq interprètes, 2024
- Les oiseaux, spectacle pour sept interprètes, 2025

## Films

An Alphabet for The Camera, film, Fondation Pernod Ricard, 2024

- Portrait No 7 | Maryse Emel, premier chapitre d’Encyclopedie pratique, installation vidéo, 2018
- 41 rue Lécuyer, installation vidéo pour deux écrans, second chapitre d’Encyclopédie pratique, 2019
- An Alphabet for The Camera, film, 2024

## Publications

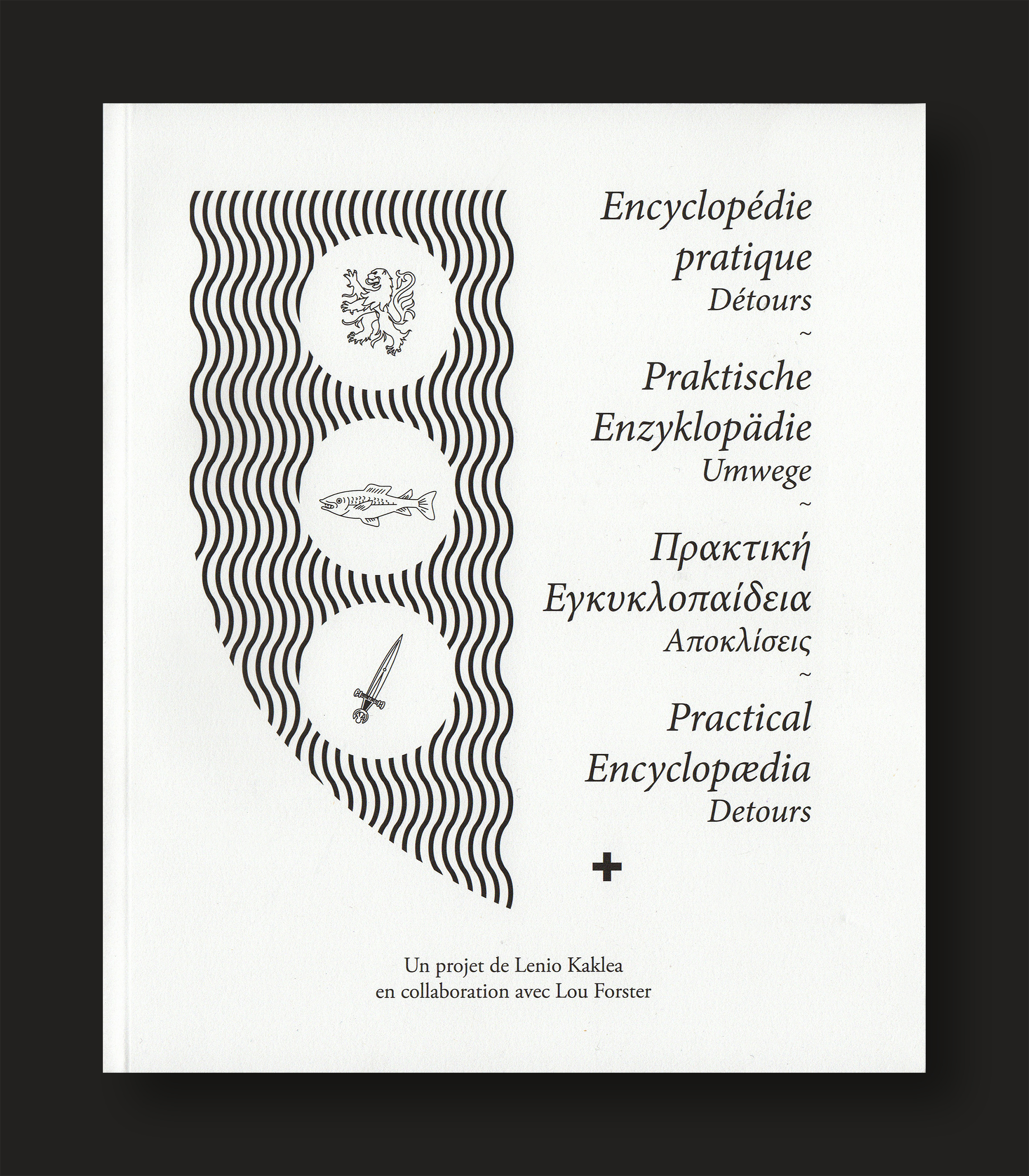
Encyclopédie Pratique par Lenio Kaklea en collaboration avec Lou Foster

- Iris, Alexandra, Mariela, Katerina et moi, catalogue d’exposition en collaboration avec Lou Forster, publication Big black mountain the darkness never ever comes (2016)
- A Hand’s Turn, publication Big black mountain the darkness never ever comes (2017)
- Encyclopédie pratique - Portraits d'Aubervilliers en collaboration avec Lou Foster, publication Les Laboratoires d’Aubervilliers (2018)
- Encyclopédie pratique - Détours en collaboration avec Lou Foster, publication abd et Les presses du réel (2019)

## Distinctions
- An Alphabet For The Camera rejoint la collection du MNAM – Musée national d’Art moderne, France, 2025
- Lauréate du 25e Prix de la Fondation Pernod Ricard, France, 2024
- Candidate pour le Prix Schering Stiftung, Allemagne, 2024

Age of crime, Spectacle pour neuf danseur·euse·s, 2021

- A Hand’s Turn rejoint la collection du CNAP – Centre National des Arts Plastiques, France, 2022Age of crime, Spectacle pour neuf danseur·euse·s, 2021

Les Oiseaux, Spectacle pour neuf danseur·euse·s, 2025. Credits photo : Albert Vidal and Vèrtex Comunicació

Les Oiseaux, Spectacle pour neuf danseur·euse·s, 2025. Credits photo : Albert Vidal and Vèrtex Comunicació

- A Hand’s Turn rejoint la collection de la fondation KADIST, France, 2021
- Lauréate du Prix de la Danse de la Fondation Hermès Italia et de la Triennale de Milan, Italie, 2019
- Lauréate du Prix pour la recherche chorégraphique, Centre Nationale de Théâtre et de Danse de la Grèce, 2010.
- Lauréate de la bourse DanceWEB, ImPulsTanz Festival International, Vienne, Autriche, 2008
- Lauréate du Prix de la Fondation Koula Pratsika, Athènes, Grèce, 2005Age of crime, Spectacle pour neuf danseur·euse·s, 2021

Age of crime, Spectacle pour neuf danseur·euse·s, 2021